# У агонији
„У агонији” је југословенски ТВ филм из 1981. године. Режирао га је Арса Милошевић а сценарио је базиран на истоименој драми Мирослава Крлеже.

## Улоге
| Глумац             | Улога |
| ------------------ | ----- |
| Павле Богатинчевић |       |
| Татјана Лукјанова  |       |
| Неда Огњановић     |       |
| Душан Почек        |       |
| Стево Жигон        |       |